# 千葉多門四郎
千葉 多門四郎（ちば たもんしろう、天保9年（1838年） - 文久元年2月29日（1861年4月8日））は、幕末の剣客。北辰一刀流開祖・千葉周作の四子。諱は政胤という。
名門北辰一刀流にあって幼少からその剣技は、大人を負かすほどであったと伝え聞く。10歳の時、徳川斉昭から「多門四郎は幼弱の身でありながら、大人も及ばぬ技量を備えている」と絶賛され、父周作が感涙したほどである。
万延元年（1860年）に合力三人持となる。文久元年（1861年）2月29日、24歳で夭折。